# Sandwithia
Sandwithia är ett släkte av törelväxter. Sandwithia ingår i familjen törelväxter.
Kladogram enligt Catalogue of Life:
| Sandwithia | \| \| Sandwithia guyanensis \| \| \| \| \| \| Sandwithia heterocalyx \| \| \| \| |
|            | \| \| Sandwithia guyanensis \| \| \| \| \| \| Sandwithia heterocalyx \| \| \| \| |
|            | Sandwithia guyanensis                                                            |
|            |                                                                                  |
|            | Sandwithia heterocalyx                                                           |
|            |                                                                                  |